# Nutella Nutellæ
Nutella Nutellæ - Liber Magno è un libro di Riccardo Cassini, pubblicato dalla Comix nel 1995.
Preceduto dal tascabile Nutella Nutellæ - racconti poliglotti edito nel 1993 dalla Panini Editore nella collana Comix Pillole, il "Liber Magno" è il compendio di tutte le varie "nutellæ" scritte, pubblicate o recitate da Cassini in svariate occasioni.

## Trama
Prendendo spunto dal fatto che oltre ad essere un noto prodotto commerciale è anche un fenomeno di costume, Cassini rende protagonista la Nutella di rielaborazioni caricaturali e parodistiche di grandi classici, in un linguaggio tra il maccheronico e il burlesco con funambolismi verbali in simil-latino, simil-inglese e simil-spagnolo. 
"Vittime illustri" sono il De bello Gallico o il Don Chisciotte e ripassando celebri fiabe come Pinocchio o i Sette Nani incrociandola con Cappuccetto Rosso, non risparmia nemmeno i testi sacri come la Bibbia. 
Così l'incipit dell'opera di Cesare "Gallia est omnis divisa in partes tres [...]" diventa "Nutella omnia divisa est in partes tres: Unum: Nutella in vaschetta plasticae. Duum: Nutella in vitreis bicchieribus custodita. Treum: Nutella sita in magno barattolo (magno barattolo sì, sed melium est si magno Nutella in barattolo)", nel secondo capitolo del libro intitolato "De inutilitate nascondimenti barattolorum Nutellæ ab illusibus mammibus". 
La Genesi diventa Good 'na cifra e recita: "Once upon a time. many many many, ma 'na cifra of many years ago, at the beginning of the initiation of the mond, there was the caos. One day, God (God is the nome of d'art of Dio), who was disoccupated, had a folgorant idea and so God created the Nutell [...]"
Il Nutella Nutellæ diventa un caso editoriale con un successo inaspettato, vendendo oltre un milione di copie e l'inventiva virtuosistica verbale di Cassini trova anche spazio nel Aga Magéra Difúra – Dizionario delle Lingue immaginarie edito da Zanichelli nel 1994, viene studiata alla Sorbona di Parigi e citata dal New Yorker, la rivista degli intellettuali umoristi americana.
Aggiornato e con nuovi racconti, è stato rieditato nel 2013 con il titolo Nutella Nutellæ 2.0.